# Peróxido de cromo(VI)

Fórmula estructural de la molécula de peróxido de cromo, CrO_{5}. Estructura dibujada con ChemBioDraw Ultra 12.0.

En química, peróxido de cromo(VI) es un compuesto del elemento de transición cromo en el estado de oxidación 6, que pertenece a la clase de los peróxidos óxidos. Es de color azulado y extremadamente reactivo, y puede ser estabilizado en disolventes orgánicos, tales como el éter. Si se aisló como producto de adición (por ejemplo CrO5 [OR2] 2) se forman cristales de explosivos y extremadamente sensibles a la fricción.
La molécula del compuesto tiene la fórmula elemental CrO5, en la que un átomo de oxígeno está en la forma de óxido (O2-) y cuatro átomos de oxígeno estado peróxido (dos grupos [O-O] 2-). Por tanto, la fórmula molecular se puede describir en la forma CrO (O2) 2.

## Galería

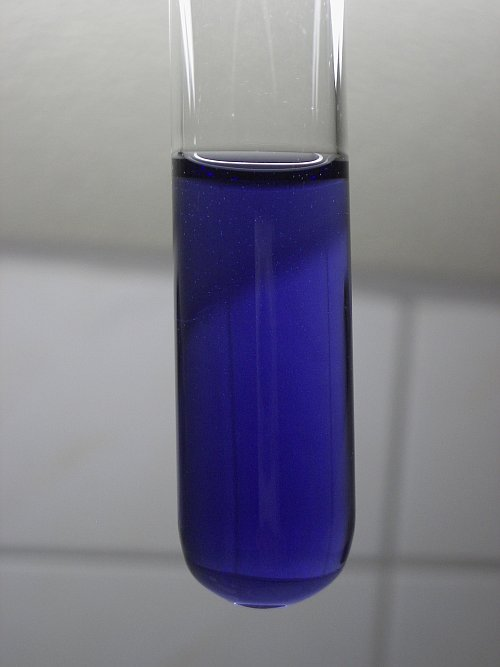
Una solución acuosa de peróxido de cromo
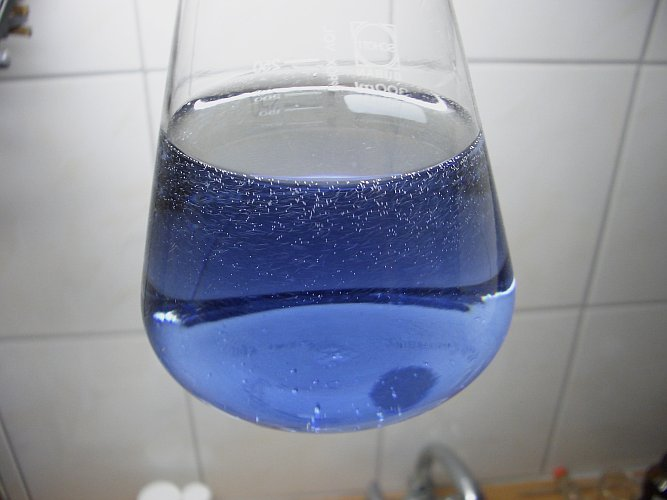
Una solución muy diluida de peróxido de cromo
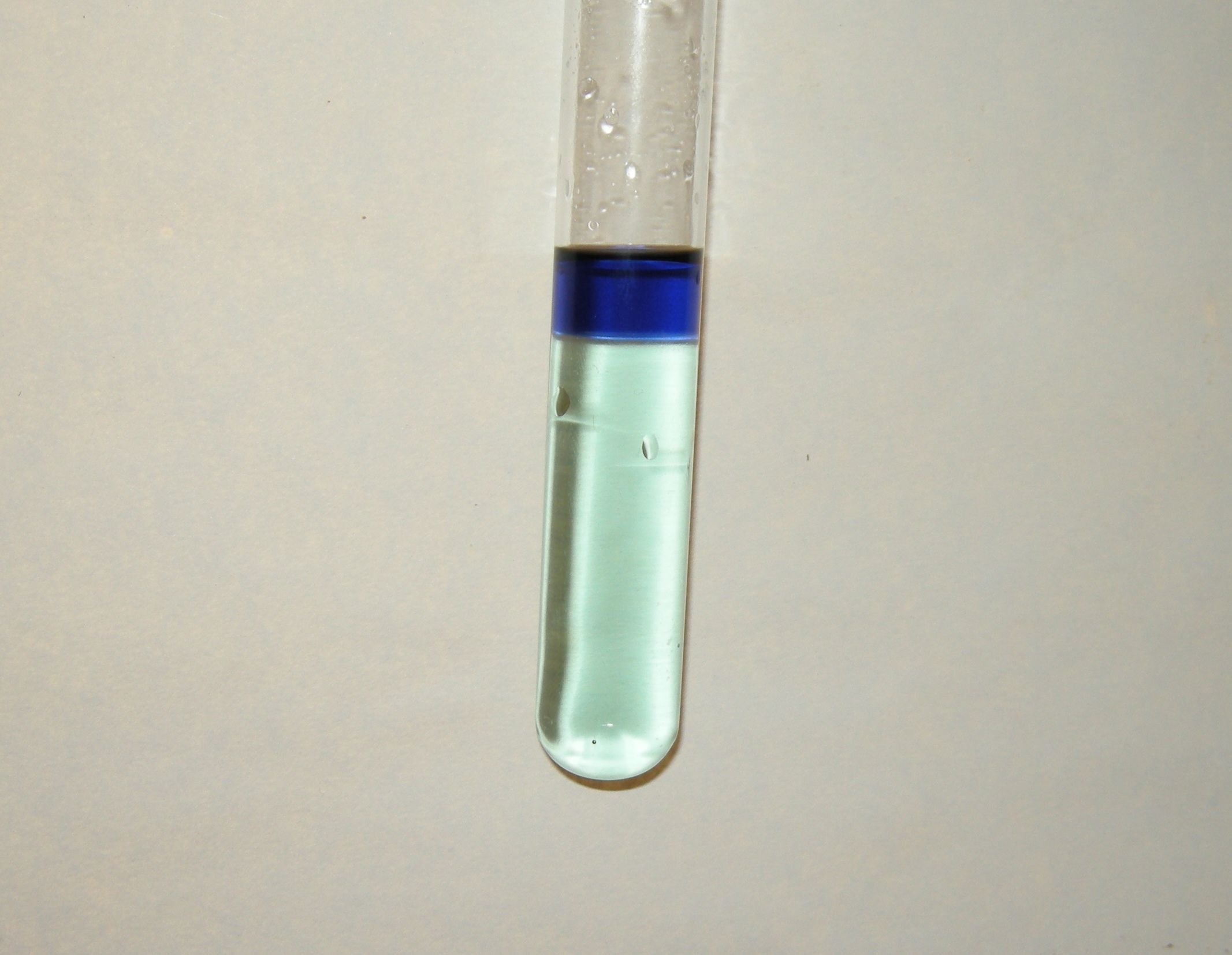
peróxido de cromo(VI) estabilizado en fase de éter (arriba) y de cromo(III) solución acuosa (a continuación).

- Datos: Q2034517
- Multimedia: Chromium peroxide / Q2034517